# Rejtély az Antillákon
A Rejtély az Antillákon (A Caribbean Mystery) Agatha Christie angol krimiírónő 1964. november 16-án megjelent regénye, melyet először a William Collins Sons and Company Ltd. a Collins Crime Club sorozatában adott ki. Az Amerikai Egyesült Államokban a Dodd, Mead and Company azonos címmel 1965-ben jelentette meg.
Magyarországon az Európa Könyvkiadó a Fekete Könyvek sorozatban adta ki 1970-ben, Rubin Péter fordításában.

## Történet
Miss Marple újabb izgalmas kaland elé néz, mikor elfogadja unokaöccse, Raymond West ajándékát, egy nyaralást az Antillákra, a (minden bizonnyal fiktív) Saint Honorén működő Arany Pálma Szállóba. A szálló tulajdonosai egy fiatal házaspár, Tim Kendall, és a felesége, Molly. Kezdetben nem érzi magát jól, pedig társasága bőven akad. Többek közt Palgrave őrnagy személyében, aki régi történetekkel igyekszik szórakoztatni az idős hölgyet. Miss Marple unja Palgrave történeteit, és legtöbbször nem figyel oda rájuk. Az egyik ilyen alkalommal egy gyilkosságról beszél, és azt mondja, hogy nála van a gyilkos fényképe. Meg akarja mutatni Miss Marple-nak, de mielőtt megtenné, meglát valakit Miss Marple háta mögött. Hirtelen elteszi a képet, és elkezd másról beszélni. Másnap reggel holtan találják az őrnagyot; látszólag természetes módon lelte halálát, öregen, magas vérnyomástól szenvedve. Azonban Miss Marple úgy gondolja, hogy gyilkosság történhetett, amikor pedig kiderül, hogy a gyilkos fényképe is eltűnt, már biztos benne, hogy igaza van. Az egyik szolgálólány, Victoria azt állítja, hogy tudja, hogy ki a gyilkos, és meg akarja zsarolni. Nemsokára Victoriát is holtan, leszúrva találják az egyik bokorban. A bonyodalmak egyre csak fokozódnak, mígnem egy újabb gyilkosság történik. A szőke hajú, gazdag Luckyt a folyóba fulladva találják meg. Miss Marple, segítőjével, a vagyonos Mr. Rafiellel együtt felfedi a rejtélyt az Antillákon.

## Szereplők
- Miss Marple
- Palgrave őrnagy – egy volt katona
- Dr. Graham – egy orvos, Miss Marple egyik segítőtársa
- Tim Kendall – az Arany Pálma Szálló tulajdonosa
- Molly Kendall – Tim fiatal felesége
- Jason Rafiel – egy gazdag idős ember
- Esther Walters – Mr. Rafiel titkárnője
- Arthur Jackson – Mr. Rafiel inasa
- Greg Dyson – egy szállóvendég
- Lucky Dyson – a gyönyörű, második felesége
- Edward Hillingdon – Greg barátja, Lucky régi imádója
- Evelyn Hillingdon – Edward felesége
- Senora de Caspearo – egy dél-amerikai nő
- Prescott kanonok – Miss Marple beszélgetőtársa
- Miss Prescott – a kanonok húga
- Victoria – a szálló alkalmazottja

## Magyarul
- Rejtély az Antillákon. Bűnügyi regény; ford. Rubin Péter; Európa, Bp., 1970

## Feldolgozások
- Rejtély az Antillákon (A caribbean mystery, 1983), rendező: Robert Michael Lewis, szereplők: Helen Hayes, Barnard Hughes, Jameson Parker
- Rejtély az Antillákon (Agatha Christie's Miss Marple: A Caribbean Mystery, 1989), rendező: Christopher Petit, szereplők: Joan Hickson, Donald Pleascene, Adrian Lukis
- Miss Marple: Rejtély az Antillákon (Marple: A Caribbean Mystery, 2013), rendező: Charlie Palmer, szereplők: Julia McKenzie, Pippa Bennett-Warner, Charity Wakefield